# Triodontella ferruginea
Triodontella ferruginea är en skalbaggsart som beskrevs av Moser 1924. Triodontella ferruginea ingår i släktet Triodontella och familjen Melolonthidae. Inga underarter finns listade i Catalogue of Life.